# NLX
Форм-фактор NLX — стандарт типорозмірів основних вузлів сучасних персональних комп'ютерів. Він створювався спеціально для низькопрофільних систем, причому основними цілями розробників було забезпечення найкращого теплового режиму компонентів і легкість обслуговування комп'ютерів. Ключовим елементом форм-фактора NLX є не системна плата, а виносна плата (аналогічна тій, що використовується у форм-факторі LPX). Вона встановлюється перпендикулярно системній платі, причому кабель блоку живлення підключається безпосередньо до неї (а не до системної плати). Як і у форм-факторі LPX, всі встановлювані в слоти розширення адаптери розташовуються паралельно системній платі. На виносній платі монтуються також роз'єми для підключення сигнальних кабелів накопичувачів на гнучких і жорстких дисках (зазвичай вони розташовуються на системній платі). Це означає, що при обслуговуванні комп'ютера, виконаного в стандарті NLX, немає необхідності відключати будь-які кабелі від системної плати.
У задній частині системної плати передбачена велика зона, в якій може бути розміщено безліч різних роз'ємів, призначених для підключення зовнішніх пристроїв з розширеними функціональними можливостями: телевізійних і звукових систем, джойстиків, MIDI-інструментів тощо Системні плати NLX були одними з перших, на яких з'явився порт AGP, призначений для підвищення продуктивності відеосистеми комп'ютера. Процесор на системних платах NLX розташовується в передній частині системної плати (ближче до вентилятора), що покращує умови його охолодження.
На відміну від стандарту АТХ, розміри системних плат NLX не є строго фіксованими. Для них визначені лише максимальні 9"х13,6" (приблизно 229x343 мм) і мінімальні 8"х10" (приблизно 203x234 мм) розміри.